# Cöllner
Cöllner (eigene Schreibweise CÖLLNER) ist eine Kölner Mundart-Band.

## Geschichte
Bekanntheit im Kölner Karneval erlangte die Gruppe mit ihrem Titel Winzerin vom Rhein. Der Titel Ävver mer blieve wurde in der Lanxess Arena im Rahmen der Veranstaltungsreihe „Lachende Kölnarena“ gespielt und vom WDR übertragen.

## Diskografie

### Alben
- 5. November 2010: Du Bes Dä Stän (Rhingtön/EMI)

### Singles
- 9. November 2007: Die Winzerin vom Rhein (Rhingtön/EMI)
- 7. November 2008: Dann jonn de Lampe ahn (Rhingtön/EMI)
- 6. November 2009: Wir sind doch alle keine Engel einschließlich des Hits 10 Meter geh’n (Rhingtön/EMI)
- 29. Oktober 2010: Rabimmel, Rabammel, Rabumm (Pavement Records)
- 28. Oktober 2011: Zacka Zacka (Pavement Records)
- 3. November 2011: Ävver mer blieve (Pavement Records)
- 5. November 2012: Ich liebe Dich von Herzen
- 2. November 2013: Die Nr. 1 vom Rhein
- 1. August 2014: Angelina
- 1. August 2015: Janz Kölle steht hück op dem Kopp
- 1. August 2016: Wenn mer uns Pänz sinn
- November 2017: Mir Kölsch Danke us dr Reih
- November 2018: Uns Sproch es Heimat
- November 2019: Dat jit et nur bei uns en Kölle
- November 2022: Do bes alles
- November 2023: Endlich widder Karneval
- Oktober 2024: Lalala Laila (M Steht für Musik)
- November 2024: Die Weihnachtsmannzeit (M Steht für Musik)
- November 2024: Die Weihnachtsmann-KG (M Steht für Musik)